# Pavel Dvořák (fotbalista)
Pavel Dvořák (* 19. února 1989, Vysoké Mýto) je český fotbalový útočník, od září 2023 působící v SK Vysoké Mýto, kde svojí kariéru začínal. 
Je zastupován agenturou - firmou SPORT INVEST International, a. s. Je to útočník, který se dokáže i díky své postavě a svému důrazu prosadit v pokutovém území, i proto střílí dost gólů.

## Klubová kariéra
S fotbalem začínal v Vysokém Mýtě, dále v mládežnických kategoriích působil v FK Česká Třebová a později v FC Hradec Králové. V druholigové sezoně 2013/14 postoupil s Hradcem Králové do nejvyšší soutěže. Po roce však klub sestoupil zpět do druhé ligy a Dvořák zamířil do týmu FC Vysočina Jihlava. Odtud si ho v létě 2018 koupila Sigma Olomouc. V sezoně 2019/20 byl na hostování v prvoligovém 1. FC Slovácko.
V srpnu 2020 přestoupil do FC Hradec Králové hrajícího Fortuna národní ligu.
V září 2023 se vrátil do divizního Vysokého Mýta.

## Reprezentační kariéra
V minulosti byl členem reprezentací do 18 a 19 let.